# 京町 (鳥栖市)
京町（きょうまち）は、佐賀県鳥栖市に存在する町名である。郵便番号は841-0034。

## 地理
京町はJR九州鳥栖駅を中心地とした形で位置し、駅周辺は商業施設を中心に並ぶ他、同駅南側には日本プロサッカーリーグ（Jリーグ）・サガン鳥栖のホームスタジアムである鳥栖スタジアム（駅前不動産スタジアム）が存在する。同町の周辺としては南西に東町や本通町、北西に大正町とそれぞれ接する。

## 歴史
- 1889年（明治22年） - 鳥栖駅が開業。
- 1954年 - 鳥栖市が成立
- 1959年 - 大字を廃止し町名設置が行われ、それ以前まで置かれていた大字の鳥栖の一部が現在の京町として設置された（鳥栖市の地名も参照）。
- 1994年 - 京町内南側に鳥栖スタジアムの起工が行われ、1996年に開場。

## 世帯数と人口
2022年（令和4年）1月31日現在の世帯数と人口は以下の通りである。
| 町丁 | 世帯数 | 人口 |
| ---- | ------ | ---- |
| 京町 | 60世帯 | 87人 |

## 小・中学校の学区
市立小・中学校に通う場合、学区は以下の通りとなる。
| 番地 | 小学校             | 中学校             |
| ---- | ------------------ | ------------------ |
| 全域 | 鳥栖市立鳥栖小学校 | 鳥栖市立鳥栖中学校 |

## 交通

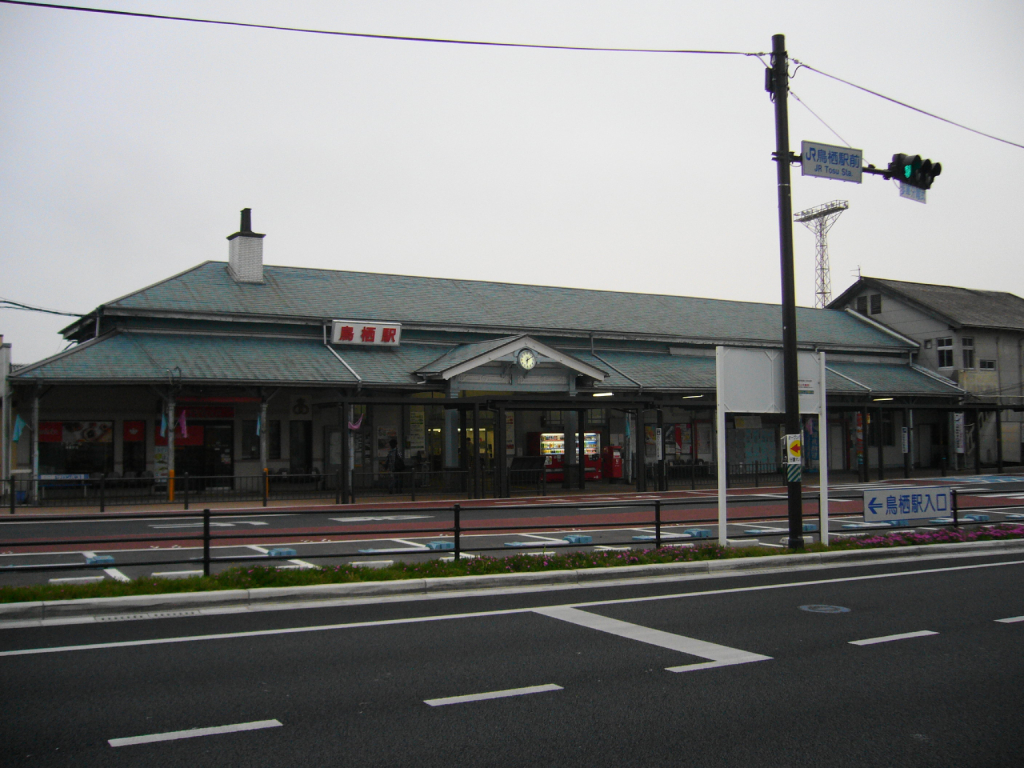
JR九州鳥栖駅

### 鉄道
- JR九州鹿児島本線と長崎本線の鳥栖駅

### バス
- 西鉄バス佐賀の鳥栖市内線の全線（河内線、麓線、弥生が丘線）および広域路線の全線（久留米-鳥栖線、綾部線、鳥栖-神埼線、鳥栖プレミアムアウトレット線）がいずれも京町の鳥栖駅前を発着または経由している。
- また鳥栖市ミニバス(鳥栖市が運行するコミュニティバス)が同町の鳥栖駅前からその周辺を運行する路線が3路線存在する。

### 道路
- 佐賀県道205号鳥栖田代線、佐賀県道220号鳥栖停車場線、佐賀県道246号鳥栖停車場曽根崎線の3つが同町のJR鳥栖駅前の交差点で接する。

## 施設
- JR九州鳥栖駅
- 駅前不動産スタジアム
- 駅前不動産JR鳥栖店
- 中央軒
- ホテルルートイン鳥栖駅前
- サンホテル鳥栖
- トランドール鳥栖駅店
- 東洋軒